# Зинталь
Зинталь (нем. Sinntal) — община в Германии, в земле Гессен. Подчиняется административному округу Дармштадт. Входит в состав района Майн-Кинциг.  Население составляет 9169 человек (на 31 декабря 2010 года). Занимает площадь 111,83 км².
Община подразделяется на 12 сельских округов.